# Podjetniško naselje Kočevje
Podjetniško naselje Kočevje – wieś w Słowenii, w gminie Kočevje. W 2018 roku liczyła 1 mieszkańca.